# Donald Woods (aktor)
Donald Woods (ur. 2 grudnia 1906 w Brandon, zm. 5 marca 1998 w Palm Springs) – amerykański aktor filmowy i telewizyjny pochodzenia kanadyjskiego. 

## Filmografia
- 1935: Opowieść o dwóch miastach jako Charles Darnay
- 1936: Pasteur jako doktor Jean Martel
- 1940: If I Had My Way jako Fred Johnson
- 1943: Straż nad Renem jako David Farrelly
- 1946: Dzień i noc jako Ward Blackburn
- 1950: Mr. Music jako Tippy Carpenter
- 1953: Bestia z głębokości 20 000 sążni jako kapitan Phil Jackson
- 1960: Trzynaście duchów jako Cyrus Zorba
- 1964: Kochający się kuzyni jako generał Alvin Donford
- 1969: Prawdziwe męstwo jako "Barlow"

## Wyróżnienia
Został uhonorowany gwiazdą na słynnej Alei Gwiazd w Hollywood.